# Салем (Индија)
Салем је град у Индији у држави Тамил Наду. Према незваничним резултатима пописа 2011. у граду је живело 831.038 становника.

## Становништво
Према незваничним резултатима пописа, у граду је 2011. живело 831.038 становника.
| 1991.   | 2001.   | 2011.   |
| ------- | ------- | ------- |
| 499.024 | 696.760 | 831.038 |